# Nguyễn Ngọc Hiến
Nguyễn Ngọc Hiến (1942 - ) có nghệ danh Tư Diệu, là nam đạo diễn điện ảnh và phim tài liệu người Việt Nam, ông từng giữ chức Giám đốc Hãng phim Nguyễn Đình Chiểu.

## Tiểu sử
Nguyễn Ngọc Hiến sinh ngày 1 tháng 4 năm 1942 tại xã Phổ Châu, thị xã Đức Phổ, tỉnh Quảng Ngãi.
Tháng 10 năm 1954, Nguyễn Ngọc Hiến tập kết ra bắc và theo học tại Trường Học sinh miền Nam, sau đó là khoa toán tại Trường Đại học Tổng hợp Hà Nội. Tháng 10 năm 1964 ông xung phong trở lại miền Nam, ban đầu, ông phục vụ trong đội chiếu bóng. Nguyễn Ngọc Hiến được phong tặng danh hiệu Dũng sĩ diệt Mỹ năm 1967. Ông có thời gian làm phóng viên cho tờ báo Khởi Nghĩa và bị thương nặng vào tháng 10 năm 1970 khi làm phim tài liệu tại huyện Trảng Bàng, tỉnh Tây Ninh. Nguyễn Ngọc Hiến được đưa ra Bắc điều trị và được Ban Tổ chức Trung ương Cục giao nhiệm vụ kết hợp dẫn đoàn thiếu nhi K124 vượt Trường Sơn ra Bắc học tập.
Từ tháng 5 năm 1965 đến tháng 4 năm 1975 ông công tác ở Ban Tuyên huấn khu Sài Gòn - Gia Định, đầu tiên là làm cán bộ giáo dục, sau đó phụ trách hoạt động Điện ảnh.
Nguyễn Ngọc Hiến theo học khóa cuối cùng của Trường viết văn Quảng Bá cùng với Trương Quốc Khánh và vợ chồng nhà biên kịch Lê Duy Hạnh, Sau khi tốt nghiệp, từ tháng 8 năm 1975 đến nay ông công tác tại Hãng phim Nguyễn Đình Chiểu và từng có thời gian làm giám đốc Hãng phim.
Tháng 4 năm 2023, ông Hiến cho ra mắt truyện ký "Tôi được sống", cũng trong năm này, ông được nhà nước Việt Nam phong tặng danh hiệu Nghệ sĩ ưu tú.

## Tác phẩm

### Ấn bản
- 2023 - Tôi được sống (bút ký)

### Điện ảnh
| Năm  | Tựa đề                      | Đạo diễn | Biên kịch | Hình thức     | Chú thích |
| ---- | --------------------------- | -------- | --------- | ------------- | --------- |
| 1976 | Quận 6 sau ngày giải phóng  | Có       |           | Phim tài liệu |           |
| 1976 | Lên vùng kinh tế mới        | Có       |           | Phim tài liệu |           |
| 1976 | Tiền tuyến lao động         | Có       |           | Phim tài liệu |           |
| 1979 | Làm lại cuộc đời            |          |           | Sân khấu      |           |
| 1980 | Làng ven                    | Có       |           | Phim truyện   |           |
| 1983 | Biển sáng                   | Có       |           | Phim truyện   |           |
| 1989 | Thiên đường cho cô gái nhảy | Có       |           | Phim truyện   |           |
| 1990 | Người trong cuộc            | Có       |           | Phim truyện   |           |
| 1992 | Voi với người Tây Nguyên    | Có       |           | Phim tài liệu |           |
| 1994 | Nhà dài của mẹ              | Có       | không     | Phim tài liệu |           |
| 1995 | Tâm sự A Tâu                | Có       |           | Phim tài liệu |           |
| 1997 | Mai Lộc - nghiệp làm phim   | Có       | Có        | Phim tài liệu |           |
| 1988 | Qua cơn vật vã              | Không    | Có        | Phim tài liệu |           |

## Giải thưởng
| Năm  | Giải thưởng                                           | Tác phầm            | Hạng mục      | Kết quả                         | Chú thích    |
| ---- | ----------------------------------------------------- | ------------------- | ------------- | ------------------------------- | ------------ |
| 1977 | Liên hoan phim Việt Nam lần thứ 4                     | Tiền tuyến lao động | Phim tài liệu | Bông sen Bạc                    | [ 9 ] [ 10 ] |
| 1979 | Liên hoan phim quốc tế Chữ thập đỏ (ở Varna)          | Qua cơn vật vã      | Phim tài liệu | Chiếc thuyền vàng               | [ 11 ]       |
| 1980 | Liên hoan phim Việt Nam lần thứ 5                     | Qua cơn vật vã      | Phim tài liệu | Bông sen Bạc                    | [ 11 ]       |
| 1983 | Liên hoan phim Việt Nam lần thứ 6                     | Biển sáng           | Phim tài liệu | Bằng khen                       | [ 9 ] [ 10 ] |
| 1990 | Liên hoan phim Việt Nam lần thứ 9                     | Người trong cuộc    | Phim tài liệu | Giải Đặc biệt của Ban Giám khảo | [ 9 ] [ 10 ] |
| 1994 | Giải thưởng Hội Điện ảnh Việt Nam 1994                | Nhà dài của mẹ      | Phim tài liệu | giải B                          | [ 9 ] [ 10 ] |
| 2023 | Giải thưởng văn học Hội Nhà văn Thành phố Hồ Chí Minh | Tôi được sống       |               | tặng thưởng                     | [ 9 ] [ 10 ] |